# Tomasz Stolpa
Tomasz Stolpa (ur. 18 marca 1983 w Sosnowcu) – polski piłkarz występujący na pozycji napastnika.